# Виверження Везувію 79 року
Виверження Везувію 79 року — одне з найпотужніших вулканічних вивержень за всю історію існування людства. Виверження відбулось 24 серпня 79 року нашої ери.

## Історія виверження
Стародавні римляни не знали про можливу небезпеку виверження, а область біля гори Везувій завжди привертала красою і родючістю землі, тому на початку першого тисячоліття близько вулкана виросло кілька успішних міст. У 62 році стався руйнівний землетрус, від якого постраждали не тільки ці міста, а й частина поселень, що знаходилися на території сучасного Неаполя. У свідомості людей античності сейсмічна активність ніяк не зв'язувалася з можливістю вулканічного виверження, тому багато будинків були відновлені, а їхні мешканці продовжували жити поблизу Везувію, не підозрюючи про небезпеку.
У 79 році, після періоду спокою, що тривав приблизно вісім століть, Везувій несподівано прокинувся. Його активність продовжувалася всього трохи більше 25 годин, але при цьому він встиг вивергнути близько мільярда кубічних метрів магми.
Виверження почалося після полудня серією вибухів, що сталися від випаровування підземних вод, що прийшли в зіткнення з лавою, що піднімалася. Потім з отвору в горі вирвався стовп газу, супроводжуваний попелом і уламками твердої породи, які були підняті над вулканом на висоту приблизно 15 км. Ця фаза виверження протривала приблизно до восьми годин ранку наступного дня, супроводжуючись частими землетрусами.
Вночі, під час невеликої паузи активності вулкана, жителі міст Помпеї і Стабії повернулися в свої оселі і стали жертвою чергової фази виверження. Мало хто з них врятувався від дощу з попелу і шлаку, який поховав ці міста під шестиметровим шаром вулканічних матеріалів. Фінальна стадія виверження почалася ближче до полудня, коли щільна хмара попелу поширилася на десятки кілометрів навколо. Саме ця стадія визначила долю іншого міста — Геркуланума, який також був засипаний вулканічним попелом. Довгий час вчені вважали, що всім жителям Геркуланума вдалося врятуватися, оскільки його не торкнулася перша стадія виверження, проте в 80-х роках 20 століття вдалося знайти близько 270 останків людей зі слідами передсмертної агонії. Справа в тому, що під час виверження сильний вітер відніс розпечені гази до Геркуланум, і тих, кого катастрофа застигла на вулиці, просто-напросто зварило заживо. Тих же, хто опинився в цей час у приміщенні, спіткала швидка, але болісна смерть.
Багато деталей процесу виверження вдалося встановити за описами, наведеними у листах Плінія Молодшого — племінника видатного давньоримського історика Плінія Старшого. З цієї причини подібні потужні виверження називають «плінійськими». Сам Пліній Старший загинув, отруївшись токсичними газами, коли рухомий своєю цікавістю вченого, занадто близько підійшов до району виверження.
При виверженні 79 року Везувій істотно змінив свою форму. До катастрофи пейзаж області Везувію, який могли бачити стародавні римляни, складався з однієї великої вулканічної гори, що істотно перевищує за розмірами теперішній Везувій. В одній з вілл Помпей збереглася фреска із зображенням правильних форм цієї громади. Під час виверження близько двох третин гори обрушилося, а всередині основи виріс конус Везувію, створений з затверділих вулканічних порід, які виступили з надр землі. Крім того, ліси, що оточували вулкан, і густа рослинність його схилів були знищені, і весь ландшафт зони виверження став на якийсь час пустельним і мертвим. Один з римських поетів-очевидців землетрусу з гіркотою писав: «Чи повірять майбутні покоління, що під ногами їх — колись процвітаюче місто, і що землі їхніх предків навіки занурилися в безодню?».

## Історія розкопок та вивчення міст
Місцеві жителі всі ці століття, в тому числі і в Середньовіччі, бувало, знаходили тут цінні предмети, стародавні речі. Можна сказати, що першими розкопками зайнялися грабіжники і розбійники, шукачі скарбів, які натикалися часом на дахи античних будинків, без всякої жалості проламували їх, забиралися всередину і йшли звідти з чимось коштовним. Все це просто продавалося і попадало в тому числі і в інші країни. Середньовічний кинджал, знайдений в одній з античних споруд, вказує на те, що всередині, можливо, ховався від переслідування якийсь розбійник.
Вперше на залишки Помпей випадково натрапив в кінці XVI ст. архітектор Доменіко Фонтана. Він рив водопровід, що проходив через Помпеї по діагоналі і, на свій подив, виявив частину давньої міської стіни. Знайдені написи вказували на те, що землекопи знайшли стародавні Помпеї, однак у той час помилково припустили, що тут колись знаходилася всього лише садиба Помпея, супротивника Цезаря.
Перші справжні розкопки почалися лише в XVIII ст. і проходили вони зовсім не завдяки історичному, науковому інтересу, а мали, скоріше, характер скарбошукачів і грабежу. У самому кінці XVII ст. один селянин, риючи колодязь на своїй землі, виявив залишки стародавніх споруд. Австрійський князь Ельбеф, що побудував собі чудовий палац в Портічі, хотів прикрасити його античними творами мистецтва. Дізнавшись про несподівану знахідку, він тут же перекупив ту землю і почав рити шахти. У 1709 році його робітники натрапили на залишки театру в Геркуланумі, який князь тут же і пограбував для прикраси власного будинку. Втім, у той час це не вважалося чимось злочинним, ставлення до давнини було зовсім інше. Князь не один займався пограбуванням стародавніх руїн, незабаром до нього приєдналися багато інших любителів старожитностей з різних країн. Знахідки античних предметів через якийсь час вже перестали кого-небудь дивувати, але ніхто точно не знав, що саме тут знаходилося.
Нова хвиля інтересу до розкопок була викликана тим, що Ельбеф продав землю неаполітанському уряду. Дружина неаполітанського короля Карла III Бурбона, Марія Амалія Христина, цікавилась мистецтвом і прийшла у захват від знайдених поблизу Везувію античних статуй. Рокко Хоаккіно де Алькубіерре, розумна і ділова людина, талановитий інженер, але абсолютно негідний археолог, що не розбирається в мистецтві, став керувати новими розкопками. Алькубіерре в 1748 році умовив Карла III проводити розкопки там, де колись був виритий колодязь і були знайдені античні руїни. Там, за його припущенням, знаходилась колись Стабія. Насправді ж це були Помпеї. У розпорядження Алькубіерре були надані 12 каторжників, які й стали рити шахти. Розкопки проводилися випадковим і грубим чином, робочі прорубали стіни і дахи, закладали і підривали динаміт, через що страждали і споруди. До 1763 року Алькубіерре не знав, що вивчає не Стабію, лише в цей рік було знайдено напис, що прямо говорить про «місто помпейців».
Весь час від 1748 року до 60-х років XIX ст. можна об'єднати в один період. У цей час розкопки проводилися грубим способом, ніхто з керівників і робітників не цікавився самим містом, його архітектурою, устроєм. Люди шукали в першу чергу цінні предмети, твори мистецтва, які можна було продати або відіслати в музеї. Місто не сприймалося як єдиний ансамбль, як частина історії. Розкопками керували в основному не вчені, а інженери і шукачі скарбів, знатні невігласи, які прагнули збагатити себе або обставити власні будинки і набити гаманець. Те ж, що не відповідало їхнім уявленням про прекрасне, відкидалося і руйнувалося. Не шкодували стін будівель і написи, розбивалися не надто вправні або зруйновані мозаїки і настінні зображення, кам'яні плити. Велика частина речей потрапила до приватних власників і пішла за кордон Італії, купляли цінності навіть російські мандрівники. Роботу виконували каторжники і ув'язнені в кайданах, які одержували мізерну плату. Інтерес до розкопок то прокидався, то знову згасав, мінялося число землекопів. Від десятка людей воно доходило до декількох сотень, а потім знову скорочувалася. Розкопані будівлі при цьому перевірялися на наявність чогось цінного і знову засипалися. Знайдену бронзову колісницю з четвіркою коней розплавили і зробили з металу великого коня, поставивши її у дворі музею. Дещо краще справа пішла під керівництвом Михаїла Ардити, талановитого неаполітанського вченого, що зайнявся розкопками в 1807 році. Він домігся складення єдиного плану розкопок, зажадав кращого фінансування і більшої кількості робітників.
Другий, більш щасливий для вивчення стародавніх міст період, почався зі зміною влади в Італії, в 1863 році, коли розкопками став керувати археолог Джузеппе Фіореллі, яким ми так багатьом зобов'язані. Він відразу ж заявив, що найцікавіше в Помпеях — це самі Помпеї, чим тоді багатьох здивував. Він вважав, що важливо вивчення не тільки форумів і багатих будинків, а й звичайних будівель і вуличок. Послідовне застосування цього принципу в справі вельми сприяло успіху розкопок. Археологам при ньому стали платити гідні гроші, до Помпеїв перестали ставитися як до копальні, крадіжка старожитностей припинилася. Стали поступово розривати проходи між будинками, витягуючи все місто з-під землі. Рити стали шарами, причому стіни будинків відразу ж зміцнювали, деталі будинків, сходи і балкони відновлювали. Землю стали нарешті вивозити за межі розкопок за допомогою хитромудро зробленої похилої залізниці та вагонів, що рухалися під власною вагою. Крім того, завдяки методу заливки пустот гіпсом, застосований Фіореллі, було отримано зліпки багатьох предметів. Він також застосував цю технологію на отверділих формах людських тіл, збережених затверділим попелом і каменем, що дозволило створити точні скульптурні зображення жертв виверження з усією їхньою мімікою, жестами, в тих положеннях, в яких вони перебували при загибелі. Серед скульптурних фігур є і люди, і тварини, забуті господарями в будинках або загиблі поряд з ними.
Фіореллі став проводити перші екскурсії по цих місцях, провідники стежили за збереженням предметів, все пояснювали відвідувачами і отримували від них невелику плату (у вихідні ж відвідини руїн було зроблено безкоштовним). Багато методів і принципів, придумані Фіореллі, використовуються археологами і в наш час. У наступні роки і в 20-му столітті археологи займалися вже відновленням архітектури, а предмети перестали відвозити з місця розкопок в окремі музеї, ставши частиною ансамблю. Стала вивчатися сама історія міста. Друга світова війна не пощадила і Помпеї: кілька снарядів потрапили сюди, був зруйнований один з районів міста, знищені лавки і харчевні, постраждав один з найстаріших будинків і пошкоджений театр.
Розкопки Помпей і Геркуланума дозволили пролити світло на багато аспектів життя того часу, подарували чудові твори мистецтва минулого, дозволили в якійсь мірі заглянути в той час. Недалеко від Геркуланума в загиблої при виверженні віллі була знайдена унікальна приватна бібліотека з тисячами сувоїв, рідкісними творами античності, що збереглися до наших днів завдяки тому, що в будівлю не проникало повітря через затверділу лаву і попіл, що закупорили приміщення, і високої температури, випаровуючись воду. Багато з цих сувоїв ще не розшифровані через те, що з ними потрібно проводити дуже обережну, тривалу роботу.